# Luigi Guicciardini
Luigi Guicciardini (... – Firenze, 3 febbraio 1403) è stato un banchiere, politico, mercante e ambasciatore italiano.

## Biografia
Figlio di Piero di Ghino Guicciardini fu ambasciatore a Bologna nel 1382 e 1384. Lo stesso anno venne interpellato per occuparsi della compera di Arezzo, mentre nel 1385 fu magistrato di guerra. Nel 1388 prese parte ad un'ambasceria a Roma presso il papa.
Si sposò con Costanza Strozzi (m. 1379), dalla quale ebbe 7 figli:
1. Niccolò (m. 1407 circa), priore delle Arti nel 1399 e nel 1406
2. Piero
3. Giovanni
4. Margherita (m. 1403 circa), sposata Baroncelli
5. Caterina, sposata Guidetti, poi Ridolfi
6. Tessa, sposata Barbadori
7. Maria, sposata Vettori